# Orbituliporidae
Orbituliporidae zijn een familie van mosdiertjes uit de orde Cheilostomatida en de klasse van de Gymnolaemata. De wetenschappelijke naam ervan is in 1923 voor het eerst geldig gepubliceerd door Ferdinand Canu en Ray Smith Bassler.

## Geslacht
- Sphaerulobryozoon d'Hondt, 1981